# Bad to the Bone (песня Running Wild)
Bad to the Bone — песня немецкой метал-группы Running Wild, выпущенная 6 ноября 1989 года на одноимённом сингле (в 2 форматах) совместным предприятием двух звукозаписывающих лейблов EMI и Noise Records, а через день — на студийном альбоме Death or Glory.
С осени 1989 года стала постоянным пунктом концертных программ группы.
17 октября 1989 года на концерте в Дюссельдорфе был снят материал, положенный в основу клипа на эту песню.

## Создание и наполнение
Песни, вошедшие в данный релиз, были записаны на студии Studio M, в посёлке Махтзум, Хильдесхайм, Нижняя Саксония. Запись проходила в июле—августе 1989 года, одновременно с материалом полноценного альбома. Контролировал процесс звукорежиссёр Ян Немец, выполнявший ту же роль и на следующем лонгплее Running Wild. Музыкальным продюсером привычно выступил лидер группы — Рольф «Рок-н-Рольф» Каспарек.
Посвятив в лирическом плане два последних альбома эре морского пиратства, на этот раз музыканты старались разнообразить стилистику собственных текстов. Например, песня «The Battle of Waterloo», ставшая би-сайдом сингла, была посвящена одноимённому сражению 1815 года. Автор песни и фронтмен немецкого квартета Рок-н-Рольф вспоминал: «Я много читал об этом и нашёл ряд не особо известных вещей. В то время каждый школьник знал об этой битве, но знания эти, скорее всего, не соответствовали действительности… А она была такова, что солдаты отправились встретить свою смерть, в то время как генералы сидели в безопасном месте вдалеке от места боя. И когда сражение было проиграно, Наполеон мог спокойно ехать прочь с мыслью, что он будет жить и у него будет возможность продолжить борьбу в другое время, тогда как такое множество простых солдат были принесены в жертву сегодня. Как я уже сказал, чтение книг было таким увлекательным, но ещё я нашёл очень полезным художественный фильм „Ватерлоо“ 1970 года (с Родом Стайгером и Кристофером Пламмером в ролях), поскольку он отражает фактологию». «Bad to the Bone» поднимает острые для немецкого общества вопросы реабилитации нацизма. В 1997 году составители тематического сборника статей по германской тяжёлой музыке «Germany Rocks!» отмечали, что песня направлена против неофашистов и предвзятого отношения к иностранцам, что было вдвойне актуально, учитывая польские корни участников группы. Стоит отметить вклад нового барабанщика группы, британца Иэна Финли. Будучи носителем языка, он проводил сверку и корректировку большинства текстов к песням альбома.

## Восприятие
В ретроспективных рецензиях немецкая музыкальная пресса отмечала, что в 1989 году Running Wild были на пике формы и в зените своей карьеры. Они наконец-то сформировали собственный узнаваемый музыкальный стиль (который не менялся потом на протяжении десятилетий) и имидж, а в текстах затрагивались социальные проблемы, проводились серьёзные исследования.
«Bad to the Bone» стала одним из главных хитов альбома и наиболее запоминающихся песен. Её антинацисткий посыл был отмечен большинством критиков. Вот как описывает его музыкальную составляющую редактор вебзина Powermetal.de Герберт Хвалек: «Это простой рокер, обладающий определённой мощью и идеально подходящий для подпевания, который уже много лет является стандартом для концертных выступлений». Эпическую «The Battle of Waterloo» также называли среди лучших песен альбома, тогда как о «March On» отзывались как о неплохой, но не дотягивающей до уровня остальных композиций.

## Судьба песен
В изначальную версию полноформатного альбома, поступившего в широкую продажу 8 ноября 1989 года, вошли две из трёх песен сингла. В то же время в версиях для японского рынка, а также в расширенных изданиях, выпускавшихся ограниченным тиражом, третья, «March On», уже находилась в виде бонус-трека. В более поздних переизданиях пластинки, как правило, все песни имеются в треклисте по умолчанию.
Титульная композиция, ставшая одной из самых популярных песен, прочно вписалась в концертный репертуар немецкого коллектива с момента появления. По статистике портала setlist.fm, она входит в тройку наиболее часто исполняемых на концертах песен. Во время Death or Glory Tour 1990 года в сет-лист входил и «The Battle of Waterloo».
Впоследствии «Bad to the Bone» часто появлялась в сборниках и концертных альбомах. Она фигурировала на концертниках Live (2002) и The Final Jolly Roger (2011), а также на компиляциях The Story of Jolly Roger (1998), 20 Years in History (2003), Best of Adrian (2006) и Riding the Storm — The Very Best of the Noise Years 1983—1995, вышедшей в 2016 году.
На трибьют-альбомах Running Wild из материала этого сингла заглавная композиция была замечена на The Revivalry — A Tribute to Running Wild (2005), там её исполнила американская группа Katagory V. «The Battle of Waterloo» присутствовала на Reunation — A Tribute to Running Wild (2009), её записал немецкий квинтет Orden Ogan.

## Список композиций
| №  | Название          | Текст песни               | Музыка         | Длительность |
| -- | ----------------- | ------------------------- | -------------- | ------------ |
| 1. | «Bad to the Bone» | Рольф Каспарек, Иэн Финли | Рольф Каспарек | 4:45         |

| №  | Название                 | Текст песни | Музыка    | Длительность |
| -- | ------------------------ | ----------- | --------- | ------------ |
| 1. | «The Battle of Waterloo» | Каспарек    | Каспарек  | 7:45         |
| 2. | «March On»               | Майк Моти   | Майк Моти | 4:12         |

## Участники записи
| Running Wild: - Рок-н-Рольф (Рольф Каспарек) — соло-гитара, вокал - Майк Моти — соло-гитара - Йенс Беккер — бас - Иэн Финли — ударные | Технический персонал: - Ян Немец — звукорежиссёр |